# Lil’ Kleine
Йорик Схолтен (нидерл. Jorik Scholten; род. 15 октября 1994 год), более известный как Lil Kleine — нидерландский рэпер.

## Биография

### 1994—2013: Ранняя жизнь и начало карьеры
Шолтен родился 15 октября 1994 года в Амстердаме, Нидерланды. Первые семь лет своей жизни он провел в де Валлене. После развода родителей он переехал вместе со своим отцом в район Амстердам-Ост.
В 2005 году, будучи в юном возрасте, Шолтен дебютировал в кино. Он снялся в фильме Diep. После дружбы с нидерландским рэпером Ланжем Франсом он начал выступать с группой Lange Frans D-Men. В 2012 году выпустил свой первый мини-альбом под названием Tuig van de Richel. Уже в следующем году, песня «Zo Verdomd Alleen», которую он записал с Дэнни Де Мунком, попала в нидерландский чарт Single Top 100.

### 2013—настоящее время: «Drank & Drugs», WOP!, Alleen, Jongen Van De Straat
В 2013 году после подписания контракта с лейблом TopNotch, он выпустил песню «Drank & Drugs» с нидерландским рэпером Ronnie Flex, которая заняла первое место в нидерландском чарте Single Top 100 (и по состоянию на ноябрь 2017 года, это самая последняя песня на нидерландском языке), которая получила двойную платиновую сертификацию. В марте 2016 года сингл «Drank & Drugs» победил в номинации «Лучший сингл» 3FM Award.
В феврале 2016 года он выпустил свой дебютный альбом WOP!. Все одиннадцать его треков вошли в топ-35 нидерландского чарта Single Top 100, а альбом занял первое место в Album Top 100 — это первый альбом хип-хопа/рэпа в Нидерландах, который достиг такого результата. WOP! стал также самым популярным новым альбомом на Spotify в истории Нидерландов, который транслировался более 1,5 миллионов раз в течение 24 часов после его выхода, победив предыдущего рекордсмена Джастина Бибера с его альбомом Purpose.
Второй альбом Lil’ Kleine Alleen был выпущен в мае 2017 года. Все одиннадцать его треков попали в топ-25 Нидерландов Spotify с песнями «Krantenwijk» и «Alleen». В совокупности, в течение месяца песни Lil’ Kleine транслировались 1,84 миллионам слушателей на Spotify.
В 2018 году Шолтен стал наставником 9 сезона вокального шоу «Голос Голландии».

## Дискография
- WOP! (2016)
- Alleen (2017)
- Jongen Van De Straat (2020)